# 한국외식산업정책학회
한국외식산업정책학회는 외식산업의 학술, 동향, 미래발전전략, 정보화 등에 관한 정책연구를 수행함으로써 외식산업 선진화에 이바지할 목적으로 2014년 11월 25일 설립 허가된 대한민국 농림축산식품부 소관의 사단법인이다. 사무소는 서울특별시 중구 동호로 12길 87에 있다.

## 대표자
- 장수청 (Dr. SooCheong (Shawn) Jang): 미국 퍼듀대학교 (Purdue University) 호텔관광대학 (School of Hospitality and Tourism Management) 교수

## 주요 사업
1. 외식산업 정보화를 위한 정책 개발 및 보급
2. 한식세계화를 위한 농수산수출정책개발, 규제혁신, 음식관광정책 개발
3. 외식산업 전문 인력 양성을 위한 교육정책 개발 및 교육 프로그램 연구
4. 외식산업 선진화를 위한 프랜차이즈 정책 개발
5. 식품산업 및 식자재 유통 정책 개발

## 연혁
2014.11.28
- 창립기념식 및 제1회 정책세미나 개최
  - 그랜드 앰배서더 서울, 오키드룸, 15:00~20:00
- 제1차 정기총회 개최

2014.11.25
- 사단법인 한국외식산업정책학회 설립허가
  - 농림축산식품부 설립허가
- 초대회장 장수청교수(미국 퍼듀대학교)취임